# 移剌仲方
移剌仲方，契丹族，移剌氏（耶律氏），金朝中期大臣。
金世宗时，官至吏部侍郎。大定二十八年（1188年）十一月，与河中尹田彦皋为贺宋正旦使，出使宋朝。后为陕西路副统军、左宣徽使。金章宗即位，任御史中丞。大定二十九年（1189年），谏言加强盐禁，选能吏充巡捕使，以杜绝私煎盗贩之人。因金章宗想要放宽盐禁，令民自煎，未被采纳，还罢黜西京、解州盐巡捕使。后出任知河间府事。明昌六年（1195年），升任御史大夫，充计议官，参与议定军事。